# ZATO
ZATO GRADOVI -  tajni zatvoreni gradovi u bivšem SSSR-u i u današnjoj Rusiji. Kratica ZATO dolazi od ruskog Zakrytye Administrativno-Territorial’nye Obrazovanija - Zatvorena administrativno-teritorijalna ustrojstva. Njihova izgradnja počinje ubrzo nakon Drugog svjetskog rata, a to su gradovi najčešće specijalizirani za jedno područje istraživanja (Akademgorodok ili Zvjezdani Grad). Njihovi su stanovnici, znanstvenici ili vojni djelatnici s obiteljima, najčešće jedini svjedoci njihova postojanja. 
Nakon raspada SSSR-a, mnogi dotad zatvoreni gradovi, otvoreni su za sve građane i strance, poput ukrajinskog Dnjipropetrovska i Sevastopolja ili ruskog Gorkija i Vladivostoka. Isto tako javno se obznanilo za postojanje nekih dotad tajnih gradova, ali oni i nadalje ostaju zatvoreni za sve osim uskog kruga ljudi (Krasnoznamensk).  